# Rym gramatyczny
Rym gramatyczny –  współbrzmienie, w którym uczestniczą wyrazy należące do tej samej kategorii części mowy, użyte w tej samej formie fleksyjnej, deklinacyjnej lub koniugacyjnej. Rymy gramatyczne są uważane za łatwe, jednak używają ich również najwięksi poeci. Odgrywają istotną rolę w budowaniu paralelizmu składniowego.
Gościu, siądź pod mym liściem, a odpoczni sobie!
Nie dójdzie cię tu słońce, przyrzekam ja tobie,
Choć się nawysszej wzbije, a proste promienie
Ściągną pod swoje drzewa rozstrzelane cienie.
Tu zawżdy chłodne wiatry z pola zawiewają,
Tu słowicy, tu szpacy wdzięcznie narzekają.
(Jan Kochanowski, Na lipę)

## Patrz także
- rym częstochowski